# Enseignant
Pour les articles homonymes, voir Professeur.
Un enseignant ou une enseignante est une personne chargée de transmettre des connaissances ou méthodes de raisonnement à autrui dans le cadre d'une formation générale ou d'une formation spécifique à une matière, un domaine ou une discipline scolaire. L'enseignant est la personne qui enseigne aux élèves (en primaire et secondaire).
Dans certains contextes, les enseignants peuvent également être appelés « professeurs ». En France, le corps des professeurs des écoles a remplacé celui des instituteurs dans le primaire. Dans le secondaire, l'ensemble des enseignants sont désignés comme professeurs (professeurs certifiés et professeurs agrégés). En revanche, à l'université, le titre de professeur désigne le grade le plus élevé d'enseignement, statutairement supérieur à celui de maitre de conférences. Le terme « professeur » n'est donc pas réservé à l'enseignement universitaire, mais reste toutefois d'usage réservé dans le cadre de celui-ci.
Lorsque l'organisation de l'ensemble de la scolarité d'un élève est prise en charge par un enseignant employé à titre privé, on le qualifie alors de précepteur.
Pour exercer son métier, le professeur doit posséder une certaine compétence pédagogique généralement acquise par l'expérience ou au cours d'une formation spécialisée.

## Statut de l'enseignant

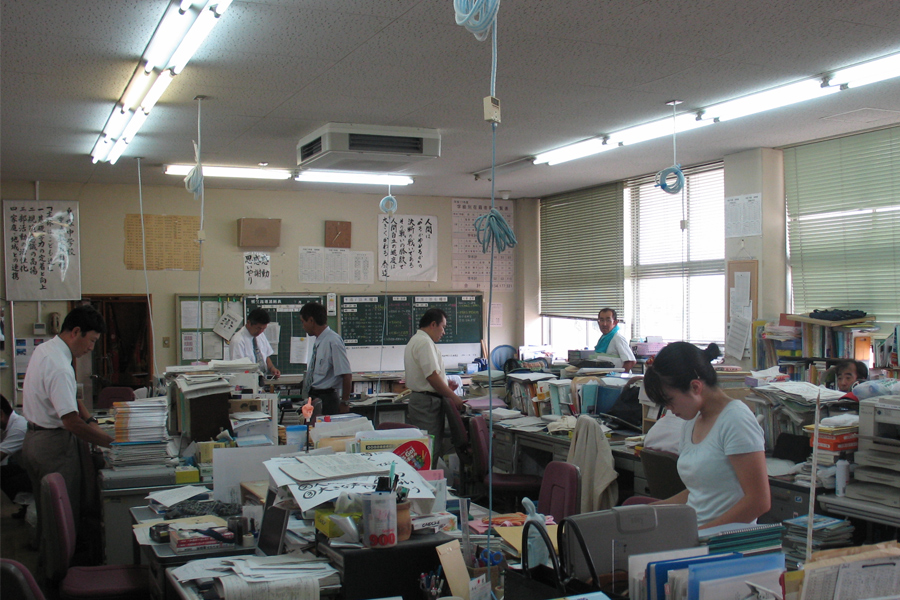
Une salle de professeurs dans une école japonaise en 2005.

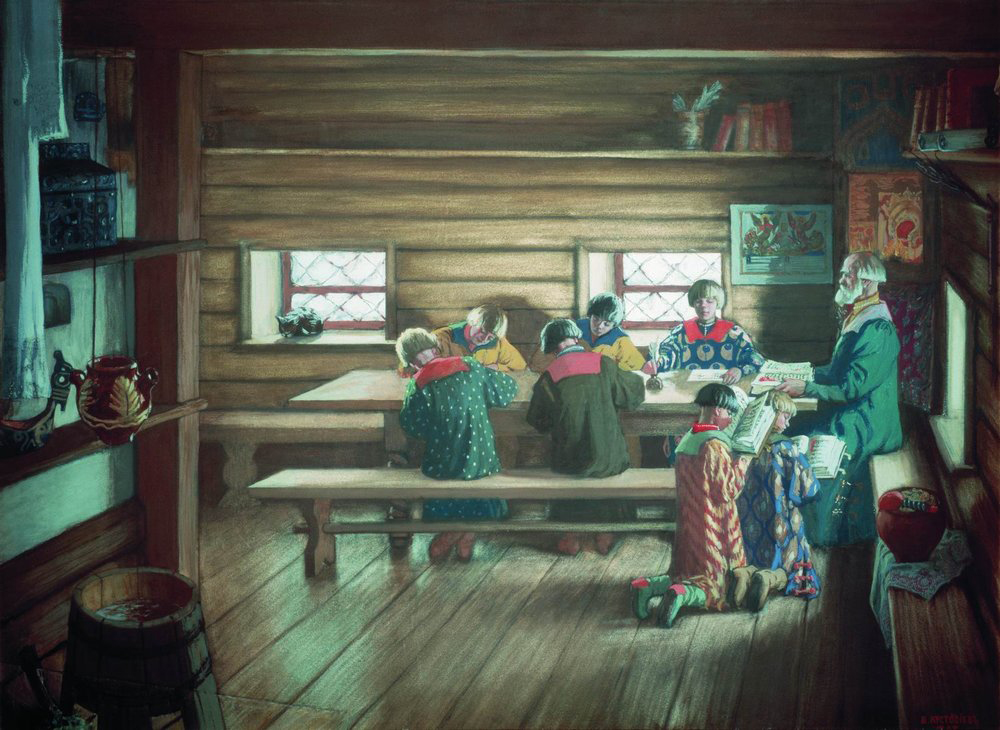
Enseignant russe, dans une petite école de Moscou, peinte par Boris Kustodiev vers 1900.

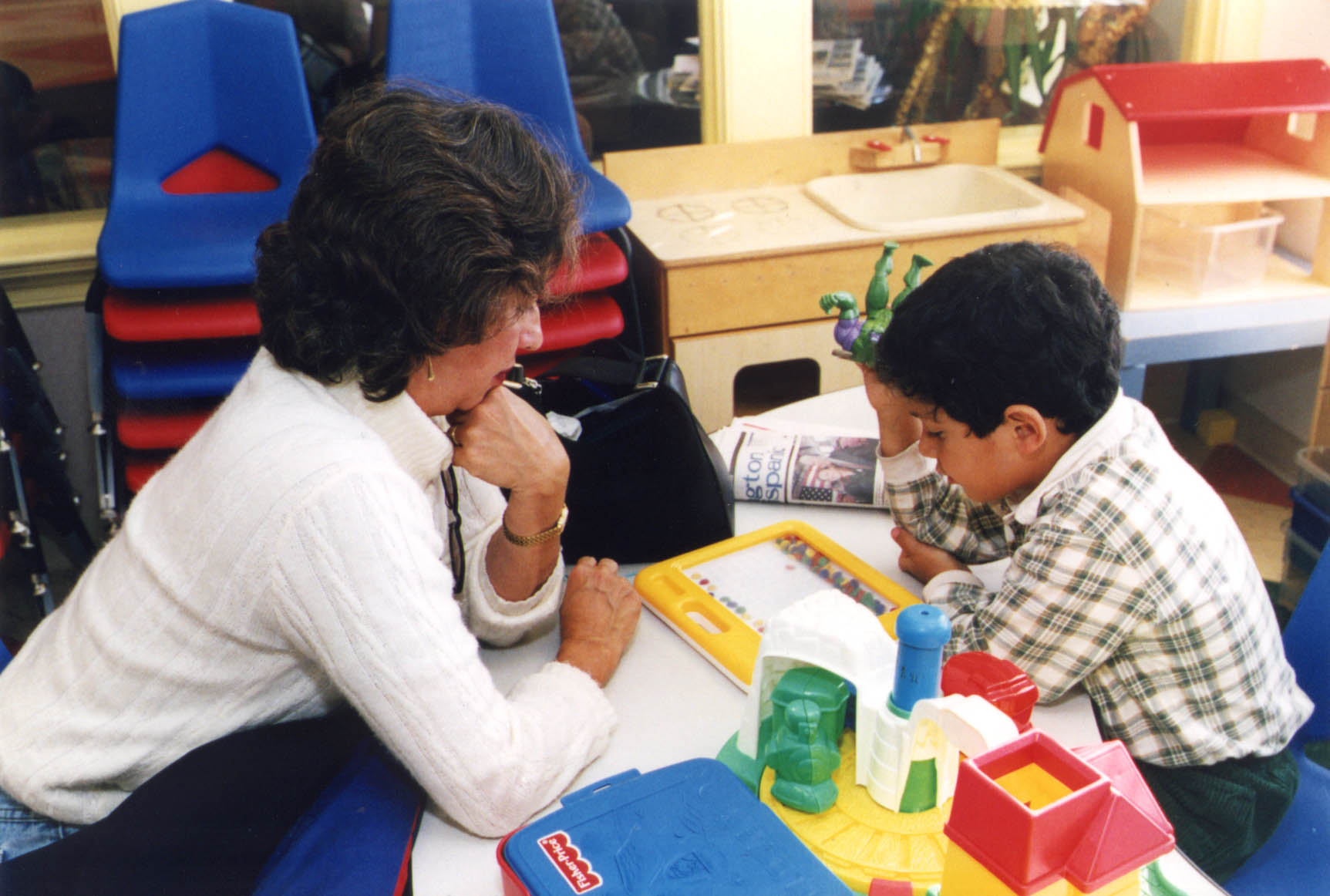
Enseignante, en école maternelle, aux États-Unis.

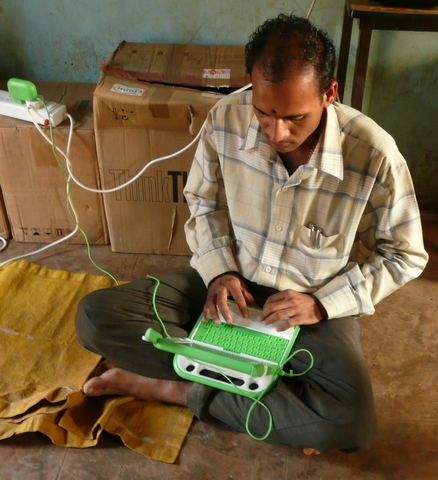
Enseignant utilisant un petit ordinateur en Inde.

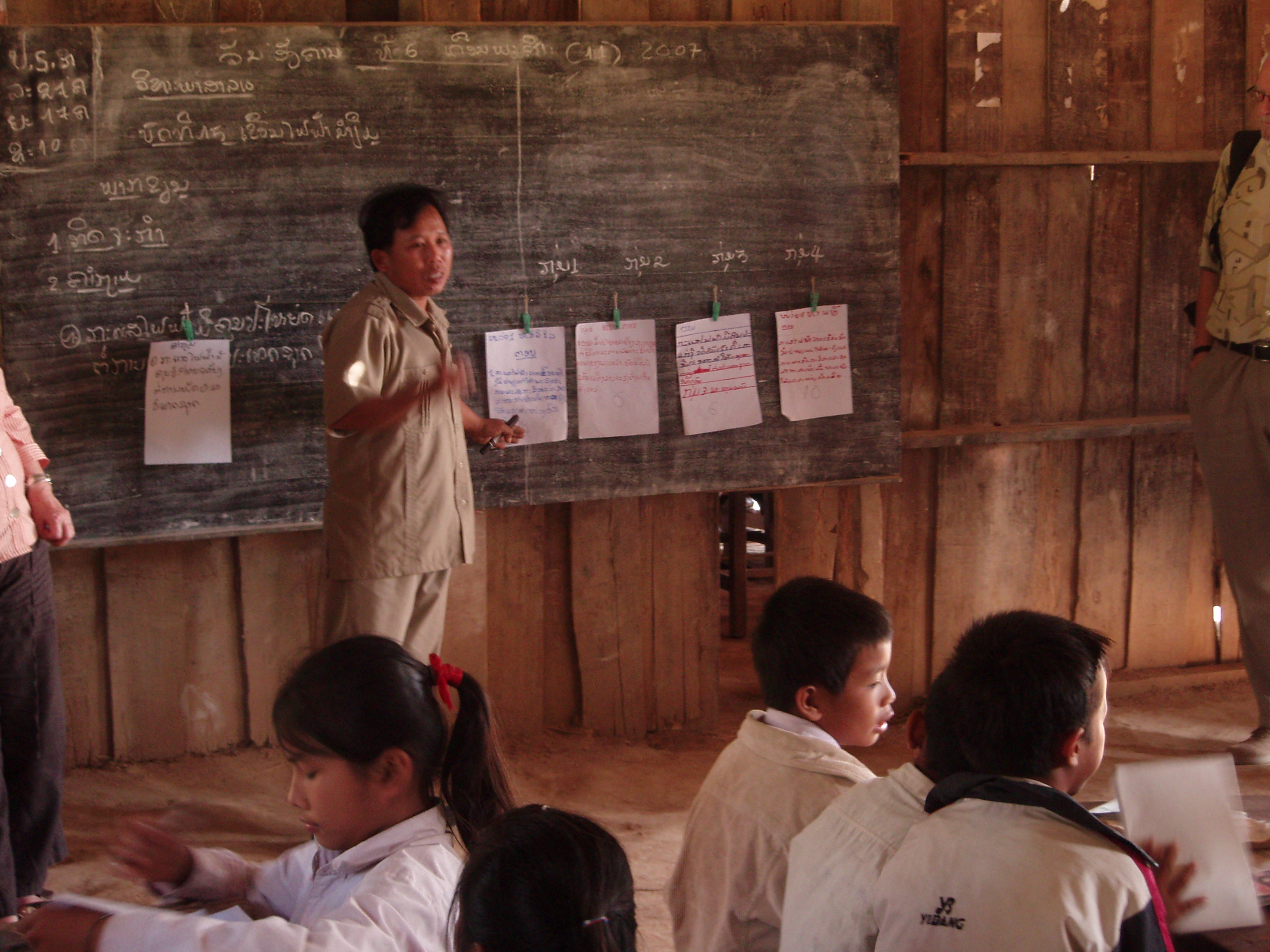
Enseignant et son tableau noir au Laos.

Dans la plupart des pays, l'enseignant doit avoir un certain niveau de formation (diplômes ou validation d'acquis). Des formations pédagogiques lui sont généralement accordées (formation continue). Il a un programme et des objectifs pour l'année, mais dispose d'une certaine liberté pédagogique pour faire acquérir les savoirs et savoir-faire par ses élèves. Dans la majorité des pays, il existe un service public d'enseignement dont les professeurs sont généralement fonctionnaires. Cet enseignement public coexiste le plus souvent avec un enseignement privé.
En Europe, la liberté d’expression des universitaires est protégée par l’article 10 de la convention européenne des droits de l'homme, et la Cour européenne des droits de l'homme a plusieurs fois, dans sa jurisprudence, insisté sur l'importance de la « liberté académique », « qui (…) autorise notamment les universitaires à exprimer librement leurs opinions sur l’institution ou le système au sein duquel ils travaillent ainsi qu’à diffuser sans restriction le savoir et la vérité »,,,.

### Les assistants d'éducation
Les enseignants adjoints sont des enseignants supplémentaires qui assistent l'enseignant du primaire, souvent dans la même classe (en). Il existe différents types dans le monde, ainsi que divers programmes officiels définissant les rôles et les responsabilités.
Les écoles britanniques emploient des assistants pédagogiques, qui ne sont pas considérés comme des enseignants pleinement qualifiés. À ce titre, ils sont guidés par des enseignants mais peuvent superviser et enseigner à des groupes d'élèves de manière indépendante. Au Royaume-Uni, le terme "assistant enseignant" était utilisé pour désigner tout enseignant qualifié ou non qualifié qui n'était pas enseignant principal ou suppléant.
Le système éducatif japonais emploie des professeurs de langues assistants dans les écoles élémentaires, les collèges et lycées.

## Professeurs par pays

### Belgique
- Dans les universités :
  - Professeur (ordinaire, extraordinaire, visiteur, associé, honoraire, émérite), chargé de cours, maître de conférences, chef de travaux, assistant.
  - Recteur (de l'université), doyen (de la faculté).
- Dans les Hautes Écoles :
  - Professeur, chargé de cours, chef de travaux, chef de bureau d'études, maître assistant, maître (principal) de formation pratique.
  - Directeur-Président (de la Haute École), directeur (du département/catégorie).
- Dans le secondaire :

Les enseignants du secondaire sont appelés professeurs. Ils sont généralement diplômés universitaires (anciennement « licenciés ») ou du supérieur non universitaire (anciennement « régents »). Dans des périodes de manque d'enseignants (comme après la Seconde Guerre mondiale), d'autres diplômes étaient aussi acceptés.

### Canada
Les titres de professeur universitaire sont intégrés au système universitaire nord-américain. Ces dénominations sont donc comparables dans les autres pays anglophones.

#### Québec

##### Primaire
Pour exercer, ils doivent désormais être titulaires d'un baccalauréat en éducation préscolaire et enseignement primaire d'une durée de quatre ans avec stages progressifs en milieu scolaire. Les enseignants travaillent en collaboration avec les intervenants du milieu éducatif (orthopédagogues, psychologues, intervenants spécialisés, infirmières/infirmiers, etc.) afin d'offrir le soutien approprié aux enfants qui en ont besoin. Les enseignants œuvrant au primaire sont encouragés à poursuivre constamment leur formation, à s'adapter aux nouvelles réalités de l'école québécoise.

##### Secondaire
Pour exercer, ils doivent désormais être titulaires d'un baccalauréat en enseignement secondaire d'une durée de quatre ans avec stages progressifs en milieu scolaire. Compte tenu des options ou orientations scolaires plus spécialisées devant être présentées aux étudiants(es) en vue de leur entrée à l'université bientôt, les enseignants sont généralement aussi obligés d'avoir d'autres compétences, par exemple en langues, lettres, sciences, arts, etc. Pour cela, ils ajoutent à leur formation une orientation bien définie comme baccalauréat, options lettres ou sciences humaines ou sciences de la nature, etc.
Pour enseigner tant au niveau primaire qu'au niveau secondaire, le diplômé en enseignement doit également obtenir une autorisation d'enseigner du ministère de l'Éducation, du Loisir et du Sport (MELS).

##### Supérieur
- Dans les collèges :
  - Enseignant au collégial ;
- Dans les universités :
  - Professeur (émérite, agrégé, titulaire, adjoint), chargé d'enseignement, chargé de formation, chargé de cours ;

### France

#### École primaire
Dans les écoles primaires publiques (classes préélémentaires des écoles maternelles et élémentaires), les enseignants sont des professeurs des écoles, ou des instituteurs avant 1990. Les professeurs des écoles sont des fonctionnaires régis par le Statut général des fonctionnaires (loi du 13 juillet 1983) et par le statut particulier des professeurs des écoles (décret du 1er août 1990). Le recrutement se fait désormais à l'issue d'un master (bac+5), l'inscription aux concours organisés par le ministère de l’Éducation nationale se faisant à l'issue de la 1re année de master (M1). Le recrutement est définitif à condition de valider l'année de M2. La création du corps des professeurs des écoles ne donne pas le titre honorifique de professeur.

#### Secondaire
Dans l'enseignement secondaire, les enseignants titulaires, recrutés sur concours nationaux, sont fonctionnaires d'État. Ils appartiennent principalement à deux corps de fonctionnaire : celui des professeurs certifiés (à la suite de l'obtention du CAPES) et celui des professeurs agrégés (à la suite de l'obtention de l'agrégation).
Les professeurs certifiés et les professeurs agrégés ont respectivement une obligation de service de 18 heures de cours par semaine et de 15 heures de cours par semaine. On estime qu'une heure de cours implique au moins une heure de travail personnel (préparation du cours, correction de copies, documentation, etc.). Historiquement, les professeurs certifiés enseignent plutôt au collège tandis que les agrégés enseignent au lycée et dans les classes post-bac (CPGE et BTS), mais cette séparation tend à s'estomper. Les agrégés ont une rémunération supérieure aux certifiés à ancienneté égale.
Les professeurs de lycée technique, les professeurs de lycée professionnel, et les professeurs d'éducation physique et sportive ont des concours distincts, respectivement le certificat d'aptitude au professorat de l'enseignement technique (CAPET) et le certificat d'aptitude au professorat de lycée professionnel (CAPLP), le certificat d'aptitude au professorat d'éducation physique et sportive (CAPEPS). Leur carrière se déroule de la même manière que les professeurs certifiés.
Les professeurs titulaires (agrégés comme certifiés) peuvent être titulaire d'un poste fixe ou bien titulaire d'une zone de remplacement (TZR). Dans ce cas, ils ont pour mission de remplacer les professeurs absents ou en congé dans un secteur géographique donné.
Il existe également des professeurs contractuels qui ont un statut précaire et une rémunération inférieure à niveau d'expérience égale. Ils sont recrutés au mieux pour une année scolaire avec un CDD d'un an renouvelable. S'ils cumulent cinq ans d'expérience, ils ont le droit de passer les concours internes de l'enseignement public en vue d'être titularisé. Leur niveau de qualification peut être inférieure à celui des professeurs titulaires (possession d'une simple licence).
L'évaluation des enseignants se déroule lors de « rendez-vous de carrière ».

#### Supérieur
Dans les grandes écoles publiques et les universités (IUT, IAE, INSPE compris), les enseignants-chercheurs sont titulaires d'un doctorat. Trois statuts sont à distinguer :
- les enseignants non-titulaires (doctorants vacataires et ATER) peuvent ne pas être titulaires d'un doctorat mais en cours de préparation d'un doctorat ;
- les maîtres de conférences (MCU ou MCF) sont titulaires d'un doctorat et d'une qualification aux fonctions de maître de conférences ;
- les professeurs des universités (PU) sont titulaires d'une habilitation à diriger des recherches ou lauréat d'une agrégation du supérieur.

Il y a également des professeurs du secondaire détachés dans l'enseignement supérieur, soit certifiés (PRCE) soit agrégés (PRAG).
La distinction des grades « professeur des universités » et « maître de conférences des universités » est ancienne. Aujourd'hui elle ne correspond plus à une distinction fonctionnelle : les MCU pouvant exercer la quasi-totalité des fonctions universitaires (présidence d'université, direction d'UFR, direction de laboratoire, cours magistraux et conférence de méthodes, direction de diplômes, direction des recherches jusqu'au master…). Seule la direction des thèses de doctorat nécessite qu'ils aient l'habilitation à diriger des recherches (HDR). Dans la plupart des disciplines, le grade « PU » est accessible en milieu de carrière après obtention d'une habilitation à diriger des recherches (sorte de thèse) suivie d'une qualification et recrutement local par une « commission de spécialistes ». Au sein de certaines anciennes matières universitaires (droit, économie, sciences politiques…) subsiste une modalité de recrutement dite « agrégation de l'enseignement supérieur français » bien que très différente des « agrégations » du secondaire (faisant place à des épreuves écrite anonymes).
Les universitaires français utilisent moins souvent et systématiquement le nom de professeur que leurs homologues étrangers, notamment en raison de la confusion possible entre le grade de professeur des universités, qui devrait être le seul à conférer le titre universitaire de professeur, et l'usage du nom de professeur par les enseignants du primaire et du secondaire (professeur des écoles, professeur certifié, et professeur agrégé).
Pour les enseignements supérieurs se faisant au lycée (classes préparatoires, section de technicien supérieur), l'enseignant est souvent titulaire de l'agrégation.
Dans le supérieur privé (écoles d'ingénieur, école de commerce...), les dénominations changent souvent par rapport au public et s'alignent plus sur les pratiques internationales, ce qui peut conduire à des confusions. Les équivalences sont plutôt
- Pour les statuts comparables: "Full Professor": équivalent à professeur des universités, "Associate Professor": relativement proche de maître de conférence expérimenté, "Assistant Professor": comparable à maître de conférence
- Pour les statuts absents de la fonction publique: "Professor of Practice" (Assistant, Senior or Principal): une personne experte dans son domaine, provenant le plus souvent du monde professionnel qui enseigne mais ne réalise pas de recherche. Cela concernerait par exemple un chirurgien ou un comptable qui viendraient apporter une compétence professionnelle concrète. Existe aussi la dénomination "Teaching Fellow" qui correspond à un pur enseignant.

#### Concours de l'enseignement
Comme tout corps de la fonction publique, les enseignants sont recrutés par concours :
- Concours de recrutement de professeur des écoles pour devenir professeur des écoles ;
- Certificat d'aptitude au professorat de l'enseignement du second degré (CAPES) pour devenir professeur certifié ;
- Agrégation pour devenir professeur agrégé ;
- Certificat d'aptitude au professorat d'éducation physique et sportive ;
- Certificat d'aptitude au professorat de l'enseignement technique ;
- Certificat d'aptitude au professorat des lycées professionnels.

Il existe des concours similaires pour les conseillers principaux d'éducation et les conseillers d'orientation psychologues.
Les enseignants des établissements privés sous contrats sont recrutés par le certificat d'aptitude aux fonctions d'enseignant du second degré dans les établissements d'enseignement privé sous contrat, similaire au CAPES.

#### Positionnement
Selon le baromètre 2023 du syndicat Unsa sur l'état d'esprit des enseignants, a grande majorité des professeurs s'estiment en désaccord avec les choix politiques menés par l'Education nationale, 90% aiment leur profession, mais un tiers "ne trouvent plus de sens à leurs missions".

## Enseignants dans la culture populaire
Les enseignants sont des personnages de prédilection souvent repris par la culture populaire mondiale.

## Manque d'enseignants
En octobre 2023, selon l'UNESCO, il manque 44 millions d'enseignants dans le monde.